# Un autre monde (téléfilm)
Pour les articles homonymes, voir Un autre monde.
Un autre monde est un téléfilm français de 110 minutes réalisé par Gabriel Aghion et produit par Paul Rognoni pour Mareterraniu, d'après le roman de Dominique Cier et Gilbert Canabady, L'Indien du domaine Mon Caprice. Tourné sur l'île de La Réunion à compter de mai 2011 (du 16 mai au 24 juin 2011), ce film historique traite de l'engagisme à la Réunion. Il a été diffusé le 12 septembre 2012 sur la chaîne Réunion 1re, puis le 12 octobre 2013 sur France 3.

## Résumé
À la Réunion, après l’abolition de l’esclavage, les planteurs blancs, en mal de main-d’œuvre, se tournent vers l’Inde. Une traite légalisée va se mettre en place et, sous couvert d’un pseudo contrat de travail, les Indiens vont devenir les nouveaux esclaves des planteurs blancs. Mais en 1915, avec la mobilisation des populations noire et créole pour la guerre, la communauté indienne devient majoritaire sur le territoire et l’inquiétude naît chez les planteurs de canne à sucre. Dans ce contexte, un grand propriétaire offre à ces « Indiens engagés » la liberté de culte et des fonctions réservées aux Français [Lesquelles ?]. Les autres planteurs, soutenus par l’Église et le gouverneur, s’opposent à ces libéralités qu’ils jugent dangereuses. Pendant ce temps, les Indiens fomentent leur révolte...

## Distribution
- Claude Brasseur : le gouverneur
- Dominique Blanc : Fanny
- Samuel Labarthe : Gabriel de Kerdiguen
- Jean-Emmanuel Pagni : Henri de Boissieu
- Niels Schneider : Louis
- Vinnie Dargaud : Moustien
- Mati Diop
- Grégory Navis
- Sébastien Rognoni
- Thierry de Peretti